# Śriwisznuizm

Tilaka śriwisznuitów

Śriwisznuizm, śriwajsznawa, śrisampradaja – ortodoksyjna, braministyczna tradycja w łonie wisznuizmu. Nazwa tej tradycji pochodzi od bogini Śri, cieszącej się w Tamilnadu czcią równorzędną Wisznu. Obecnie jest to dominujący nurt wisznuizmu w obrębie stanu Tamilnadu w południowych Indiach.

## Historia
Tradycję śriwajsznawa zapoczątkowano w IX w. na bazie zbioru hymnów i pieśni mistyków tamilskich zwanych alwarami. Dalej w okresie X–XIV w. rozwijali ją tzw. aćarjowie.
Za pierwszego aćarję i kodyfikatora ruchu uważany jest Nathamuni. Zebrał on w X wieku pieśni alwarów w zbiór Cztery tysiące boskich utworów, stanowiący do dziś podstawowy tekst śriwisznuitów.
Pod względem doktrynalnym bardziej oryginalny był jednak Jamuna, próbujący łączyć idee wedanty i bhakti. Za najważniejszego aćarję śriwisznuizmu uważa się Ramanudźę, twórcę dziewięciu dzieł filozoficznych w sanskrycie.

## Odmiany
W XIV w. ruch rozpadł się na dwie odrębne sekty, południową i północną, obie powołujące się na Ramanudźę.
Doktrynalne różnice między nimi dotyczą głównie rozbieżności co do oceny wartości ludzkiego wysiłku w dążeniach duchowych. Różnią się także formą tilaki urdhwapundra malowanej na czole.

## Praktyki religijne
Najważniejsze mantry tradycji to:
- tirumantra
- asztakszaramantra
- caramaśloka

## Doktryna
- uznają Narajanę za wcielenie Wisznu[4]